# Cremastus gelidus
Cremastus gelidus är en stekelart som beskrevs av Dasch 1979. Cremastus gelidus ingår i släktet Cremastus och familjen brokparasitsteklar. Inga underarter finns listade i Catalogue of Life.